# Нижегородская улица (Москва)
Нижегоро́дская у́лица — крупная улица в центре и на востоке Москвы в Таганском и Нижегородском районах между площадью Абельмановская Застава и Окружной железной дорогой. Часть восточной магистрали Таганская улица—Нижегородская улица—Рязанский проспект.

## История
В конце XVII века вместе с Таганской улицей была частью Гжельской дороги. Позже называлась Покровской улицей по бывшей площади Покровской Заставы (с 1919 года площадь Абельмановской Заставы), затем была включена в Рязанское шоссе. В 1922 году часть бывшего Рязанского шоссе превращена в Нижегородскую улицу. Название по находившемуся рядом с ней в 1861—1896 годах старому Нижегородскому вокзалу, позже превращённому в товарную станцию Горьковского направления Московской железной дороги. В 1950—1970-х годах район массового жилищного строительства.

## Описание
Нижегородская улица начинается от площади Абельмановская Застава на Камер-Коллежском валу как продолжение Таганской улицы и проходит на восток, пересекая Третье транспортное кольцо, до железнодорожного моста-путепровода Окружной железной дорогой (перегон «Угрешская»—«Андроновка»), за которым переходит в Рязанский проспект. На участке от Камер-Коллежского вала до ТТК к ней примыкают справа Нижегородский переулок и Воловья улица, слева — Ковров переулок. На участке от ТТК до Малого кольца МЖД справа примыкают Новохохловская улица и улица Нижняя Хохловка, а слева — улица Верхняя Хохловка.

## Примечательные здания и сооружения

### по нечётной стороне
- Дом 3Б — школа № 1221.
- Дом 27с1 — инженерно-лабораторный корпус МПС (начало 1970-х; архитектор В. Н. Бровченко)[1].

### по чётной стороне
- 32 - Институт деловой карьеры.
- Дом 64 - школа №1222

## Общественный транспорт
- Станция Нижегородская Московского центрального кольца.
- Станция «Нижегородская» Московского метрополитена.
- Станция «Нижегородская» Горьковского направления МЖД.
- Платформа «Калитники» Курского направления МЖД.
- Станция «Пролетарская» Московского метрополитена.
- Станция «Крестьянская Застава» Московского метрополитена.
- Платформа «Москва-Товарная» Курского направления МЖД.
- Станция «Площадь Ильича» Московского метрополитена.
- Станция «Римская» Московского метрополитена.
- Платформа «Серп и Молот» Горьковского направления МЖД.
- Автобусы м7, 766, е70, с755, 51, 74, 429, 567, 805, 365, т63, н7.